# Koninklijke Nederlandse Schaakbond
De Koninklijke Nederlandse Schaakbond (KNSB) is opgericht op 23 mei 1873 als Nederlandschen Schaakbond en is daarmee een van de oudste sportbonden van Nederland.
Medio 2002 waren er ruim vierentwintigduizend schakers lid van de KNSB. De uitvoerende organisatie is het bondsbureau, gevestigd in Haarlem, waarvan Dharma Tjiam directeur is.

## Taken
De KNSB omschrijft zijn taak als volgt:
"De KNSB organiseert voor haar leden landelijke competities en kampioenschappen, zendt vertegenwoordigers uit naar internationale wedstrijden, zorgt voor kaderopleidingen, onderhoudt contacten met belangrijke subsidiegevers als het ministerie van VWS en NOC*NSF en maakt waar mogelijk propaganda voor het schaken. De KNSB geeft tevens een KNSB-ratinglijst uit.

## Onderverdeling leden
De leden kunnen worden onderverdeeld in de volgende groepen:
- De leden van de dertien regionale bonden.
- De leden van de bijzondere bonden. Dat zijn bonden die zich met een bepaald aspect van het schaken bezighouden, namelijk:
  - Nederlandse Bond van Schaakprobleemvrienden
  - Computerschaak Vereniging Nederland (CVN)
  - Alexander Ruebvereniging voor Schaakeindspelstudie (ARVES)
  - Nederlandse Schaakvereniging Visueel Gehandicapten (NSVG)
- De persoonlijke leden van de KNSB.

## Regionale bonden
Er zijn dertien autonome regionale bonden, die elk hun eigen competities en kampioenschappen organiseren, en hun eigen regels hebben. Deze worden weleens onderbonden genoemd, dat is echter geen juiste term omdat de KNSB hen geen regels kan opleggen.
| 01 | FSB   | Friese Schaakbond          |
| 02 | NOSBO | Noordelijke Schaakbond     |
| 03 | SBO   | Schaakbond Overijssel      |
| 04 | OSBO  | Oostelijke Schaakbond      |
| 06 | SGS   | Stichts-Gooise Schaakbond  |
| 08 | SGA   | Schaakbond Groot-Amsterdam |
| 09 | NHSB  | Noord-Hollandse Schaakbond |
| 11 | LeiSB | Leidse Schaakbond          |
| 12 | HSB   | Haagse Schaakbond          |
| 14 | RSB   | Rotterdamse Schaakbond     |
| 16 | ZSB   | Zeeuwse Schaakbond         |
| 17 | NBSB  | Noord-Brabantse Schaakbond |
| 19 | LiSB  | Limburgse Schaakbond       |

Deze organisaties hebben alle stemrecht op de bondsraad, het democratische orgaan (de ledenvergadering) van de KNSB, die een aantal keer per jaar samenkomt.

## Geschiedenis
Op initiatief van Discendo Discimus werd, naast een nationale wedstrijd,  op 23 mei 1873 een bijeenkomst georganiseerd van “afgevaardigden van de verschillende Schaakgenootschappen tot beraadslaging over het oprichten van een Nederlandschen Schaakbond”. 23 mei 1873 zou derhalve de geschiedenis ingaan als de officiële oprichtingsdatum van de Nederlandsche Schaakbond. Het primair doel van de bond was het organiseren van nationale wedstrijden. Deze wedstrijden werden tot en met 1908 jaarlijks gehouden en worden nu de 'officieuze Nederlandse kampioenschappen' genoemd.
Op 19 augustus 1873 werd de eerste algemene vergadering gehouden alwaar het eerste definitieve bestuur gekozen werd. Het nieuwe bestuur pakte de zaken direct goed aan. Naast een jaarboekje (waarin een samenvatting van de belangrijkste partijen en de bonds financiën werden gepresenteerd), werd Willem Verbeek gevraagd het schaaktijdschrift Sissa als orgaan van de bond te laten functioneren. De eerste nummer van Sissa: de schaakspeler - Orgaan  van den Nederlandschen Schaakbond wordt op 19 augustus 1873 gedrukt.
Gedurende dezelfde vergadering wordt Prins Hendrik van Oranje, die als bekwaam schaakspeler bekend stond, gevraagd de beschermheer van de schaakbond te worden. Hij accepteerde en zou de beschermheer blijven tot aan zijn dood in 1879.
Vanaf 1909 werden de regels van het jaarlijkse toernooi aangescherpt en werd officieel van "Nederlands kampioenschap" gesproken. Het officiële kampioenschap was aanvankelijk een tweejaarlijks toernooi; vanaf 1970 werd het een jaarlijks kampioenschap.
In het jaar 1935 toen Max Euwe wereldkampioen werd, werd het predicaat Koninklijk aan de bond toegereikt.
De laatste decennia is het aantal jeugdschakers sterk toegenomen, onder meer door de leermethodes Jeugdschaak en later de Stappenmethode die door de bond gepromoot werden.

## Voorzitters KNSB
- 1873-1875: Frederik van Hogendorp
- 1876-1889: J.G.C.A. de Vogel
- 1889-1893: C. van Olst
- 1893-1896: Dirk van Foreest
- 1896-1897: H.J. den Hertog
- 1897-1906: A. van Rhijn
- 1906-1906: H.J. den Hertog
- 1906-1907: Arnold van Foreest
- 1907-1908: A. van Rhijn
- 1908-1909: J.F. Esser
- 1909-1910: Ch. Enschedé
- 1910-1912: W. Peekema
- 1912-1913: H. Gouwentak
- 1913-1919: J.J.R. Moquette
- 1919-1920: J.J. Belinfante
- 1920-1921: J. van der Kolk
- 1921-1922: H. Strick van Linschoten
- 1922-1922: Max Levenbach
- 1923-1928: Alexander Rueb
- 1929-1932: G.C.A. Oskam
- 1932-1938: B.J. van Trotsenburg
- 1938-1943: G.W.J. Zittersteyn
- 1943-1945: Max Euwe
- 1945-1948: G.W.J. Zittersteyn
- 1948-1957: Henk van Steenis
- 1957-1959: A.G. de Blécourt
- 1959-1965: Henk van Steenis
- 1965-1969: F. Goudsmit
- 1969-1970: H.G. Drechsel
- 1970-1974: J.W. Ruth
- 1974-1989: Henk Wille
- 1989-1992: Hans Pont
- 1992-1994: Dick Tommel
- 1995-2003: Herman Hamers
- 2003-2004: Ernst M. Enschedé
- 2005-2006: Joop Roozeboom
- 2006-2007: Sytze Faber
- 2007-2016: Eddy Schuyer
- 2016-2020: Marleen van Amerongen[8][9]
- 2020-2024: Bianca de Jong-Muhren
- 2024-heden:  Dirk Hoogland

## Ledenaantal
Het ledental groeide van een kleine 100 bij de oprichting van de bond tot een aantal van ongeveer 500 leden in de vroege twintigste eeuw. Twee gebeurtenissen hebben ervoor gezorgd dat het ledenaantal daarna een flinke sprong maakte:
- In 1935 veroverde Max Euwe in een tweekamp tegen Aleksandr Aljechin de wereldtitel. Het leidde in Nederland tot een ware schaakeuforie en de nieuwe leden stroomden toe. Vele schaakverenigingen zijn in deze periode opgericht.
- In het begin van de negentienzeventiger was er een forse ledentoename door de tweekamp Bobby Fischer – Boris Spasski die voor grote publiciteit zorgde.

Begin jaren zeventig van de twintigste eeuw schaakten er ongeveer 20.000 mensen in georganiseerd verband, halverwege de jaren tachtig waren dat er meer dan 30.000. De laatste jaren daalt het aantal leden weer, wat bij vrijwel alle sportbonden het geval is.
Hieronder de ontwikkeling van het ledenaantal en het aantal verenigingen:
| Jaar | Ledenaantal | Verenigingen |
| ---- | ----------- | ------------ |
| 2024 | 19.184      |              |
| 2023 | 17.546      |              |
| 2022 | 16.614      | 376          |
| 2021 | 16.028      | 385          |
| 2020 | 18.435      | 393          |
| 2019 | 19.229      | 401          |
| 2018 | 20.088      | 403          |
| 2017 | 21.647      | 411          |
| 2016 | 23.682      |              |
| 2015 | 23.206      | 437          |
| 2014 | 23.722      | 491          |
| 2013 | 23.730      | 468          |
| 2012 | 23.348      | 493          |
| 2011 | 22.058      | 496          |
| 2010 | 23.807      | 500          |
| 2009 | 23.313      | 497          |
| 2008 | 22.539      | 527          |
| 2007 | 20.218      | 582          |
| 2006 | 21.192      | 566          |
| 2005 | 22.296      | 550          |
| 2004 | 23.595      | 557          |
| 2003 | 24.219      | 575          |
| 2002 | 23.695      | 558          |
| 2001 |             | 626          |
| 1999 | 25.736      | 621          |
| 1996 | 28.623      | 615          |
| 1993 | 28.587      |              |
| 1990 | 29.856      |              |
| 1987 | 29.668      |              |
| 1984 | 27.726      |              |
| 1981 | 28.054      |              |
| 1978 | 26.273      |              |
| 1968 | > 15.131    |              |
| 1967 | 14.771      |              |
| 1966 | 14.485      |              |
| 1909 | ca. 500     | 23           |
| 1895 | ca. 500     | ca. 300      |
| 1886 | 174         |              |
| 1873 | 145         |              |

## Bondsorgaan
Bij de oprichting van de bond in 1873 werd het schaaktijdschrift Sissa onder redactie van W.J.L. Verbeek tot bondsorgaan benoemd. Wanneer Verbeek ruim een jaar later zijn post verlaat, neemt A. van der Linde de redactie over en hernoemd het tijdschrift als De schaakwereld. Het zou echter geen gelukkig huwelijk worden tussen de recalcitrante Van der Linde die de bond openlijk en op ongehoorde wijze in hun eigen blad bekritiseerde, en de samenwerking werd dan ook een jaar later door de Bond opgezegd.
De bond zou dan bijna negentien jaar zonder bondsorgaan zitten. Er waren nog enkele mislukte pogingen in 1878 en 1879 een orgaan op te zetten. En in 1885-86 werd nog geprobeerd het "Nederlandsche schaak-courant Morphy" dat onder redactie van Pinédo stond als orgaan te presenteren. Dat zou echter wederom geen succes worden: ondanks eerst morele en daarna financiële steun van de bond leek de bond, aldus Van Lennep, "voorloopig genoeg leergeld te hebben betaald aan ziin 'Organen'. Althans het prulblaadje Morphy (...) werd niet met een zoodanigen titel verrijkt, maar gedurende één jaar met een geringe som gesubsidieerd."
In de jaren dat er geen tijdschrift was werd beholpen met het Jaarboekje van den Nederlandschen Schaakbond, waarin de jaarlijkse vergadering en nationale wedstrijd werd gerapporteerd.
Pas in 1893 werd dan het Tijdschrift van de Nederlandse Schaakbond opgericht, onder redactie van met name J.F. Heemskerk. Later zouden Loman en Van Lennep zich nog nadrukkelijk in de redactie mengen.
De naam van het tijdschrift veranderde in 1960 in Schakend Nederland en in 1996 in Schaakmagazine. Tot 1996 deed het blad uitgebreid verslag van wat er in het Nederlandse schaakleven gebeurde.
Sinds de tijd dat via internet alles direct te vinden is, belicht Schaakmagazine heden vooral achtergronden en bondsnieuws. Aanvullende, actuele en praktische informatie wordt op de website van de bond gegeven. De bond werkt samen met het Max Euwe Centrum die zich over de Nederlandse schaakhistorie ontfermt en die eveneens een papieren en digitale tijdschrift uitgeeft. Voorts is er het schaak.nl platform waaraan zowel gerenommeerde schaakjournalisten als het schaakpubliek kunnen bijdragen.
| Jaar       | Orgaan                                                             | Redactie                               |
| ---------- | ------------------------------------------------------------------ | -------------------------------------- |
| 1873-1874  | Sissa                                                              | W.J.L. Verbeek                         |
| 1875       | Schaakwereld                                                       | A. van der Linde                       |
| 1876-1884  | (Geen) In afwezigheid van een orgaan, werden jaarboekjes gebruikt. |                                        |
| 1885-1886  | Morphy (De facto)                                                  | J. Pinédo                              |
| 1887-1892  | (Geen) In afwezigheid van een orgaan, werden jaarboekjes gebruikt. |                                        |
| 1893-1959  | Tijdschrift van de Nederlandse Schaakbond                          | J.F. Heemskerk, R.Loman, N. van Lennep |
| 1960-1995  | Schakend Nederland                                                 |                                        |
| 1996-2022  | Schaakmagazine                                                     |                                        |
| 2022-heden | Magazine SchakenNL                                                 | Arko Sportsmedia                       |